# Temporada 2005-06 de la NBA Development League
La Temporada 2005-06 de la NBA Development League fue la quinta temporada de la NBA D-League, la liga de desarrollo de la NBA. Tomaron parte 8 equipos encuadrados en un único grupo, disputando una fase regular de 48 partidos cada uno. Los campeones fueron los Albuquerque Thunderbirds, que derrotaron en la Final a partido único a los Fort Worth Flyers por 119-108.
Dos nuevos equipos se incorporaron a la competición, los Fort Worth Flyers y los Arkansas RimRockers, estos últimos procedentes de la ABA 2000. Por otro lado, hubo varios traslados de equipos. Los Columbus Riverdragons dejaron el estado de Georgia para trasladarse a Austin, Texas y convertirse en los Austin Toros. Los campeones del año anterior, los Asheville Altitude se mudaron a Tulsa, Oklahoma, pasando a denominarse Tulsa 66ers, y finalmente los Huntsville Flight marcharon a Albuquerque para ser los Albuquerque Thunderbirds.

## Equipos participantes
- Albuquerque Thunderbirds
- Arkansas RimRockers
- Austin Toros
- Fayetteville Patriots
- Florida Flame
- Fort Worth Flyers
- Roanoke Dazzle
- Tulsa 66ers

## Temporada regular
| Equipo                   | G  | P  | % Vict. | PV |
| ------------------------ | -- | -- | ------- | -- |
| Fort Worth Flyers        | 28 | 20 | .583    | -- |
| Albuquerque Thunderbirds | 26 | 22 | .542    | 2  |
| Florida Flame            | 25 | 23 | .521    | 3  |
| Roanoke Dazzle           | 25 | 23 | .521    | 3  |
| Arkansas RimRockers      | 24 | 24 | .500    | 4  |
| Austin Toros             | 24 | 24 | .500    | 4  |
| Tulsa 66ers              | 24 | 24 | .500    | 4  |
| Fayetteville Patriots    | 16 | 32 | .333    | 12 |

## Playoffs
|  | Semifinales | Semifinales | Semifinales |     |   | Final de la NBDL | Final de la NBDL | Final de la NBDL |
|  |             |             |             |     |   |                  |                  |                  |
|  | 2           | Albuquerque | 80          |     |   |                  |                  |                  |
|  | 3           | Florida     | 71          |     |   |                  |                  |                  |
|  |             |             |             |     | 2 | Albuquerque      | 119              |                  |
|  |             | 1           | Fort Worth  | 108 |   |                  |                  |                  |
|  | 1           | Fort Worth  | 87          |     |   |                  |                  |                  |
|  | 4           | Roanoke     | 78          |     |   |                  |                  |                  |

## Premios de la NBDL

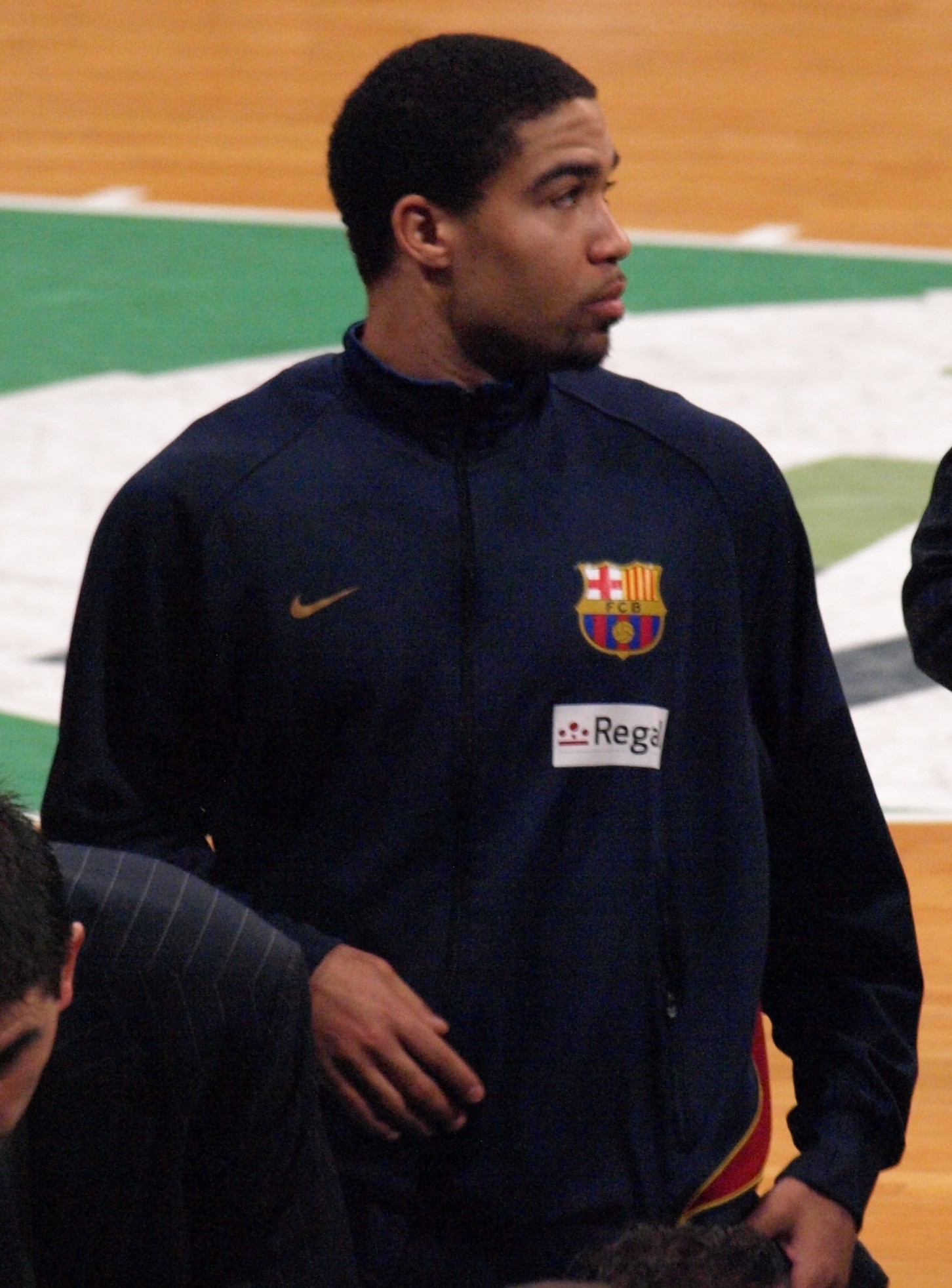
Andre Barrett, integrante del quinteto ideal de la temporada.

- MVP de la temporada: Marcus Fizer, Austin Toros
- Rookie del Año: Will Bynum, Roanoke Dazzle
- Mejor Defensor: Derrick Zimmerman, Austin Toros
- Mejor quinteto de la temporada
  - Andre Barrett, Florida Flame
  - Will Bynum, Roanoke Dazzle
  - Marcus Fizer, Austin Toros
  - Anthony Grundy, Roanoke Dazzle
  - Ime Udoka, Fort Worth Flyers
- 2º mejor quinteto de la temporada
  - Erik Daniels, Fayetteville Patriots
  - John Lucas, Tulsa 66ers
  - Scott Merritt, Austin Toros
  - Luke Schenscher, Fort Worth Flyers
  - Jamar Smith, Austin Toros (empatado)
  - Isiah Victor, Roanoke Dazzle (empatado)

## Llamadas de equipos de la NBA

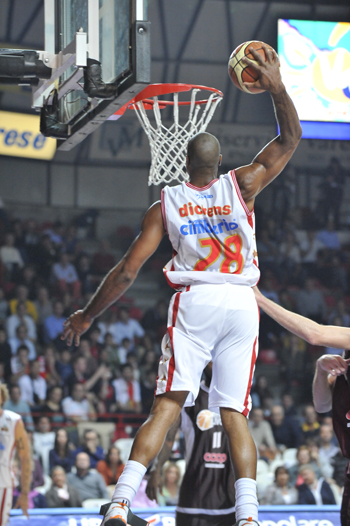
Kaniel Dickens.

Durante la temporada, 13 jugadores fueron requeridos por sus equipos afiliados de la NBA en 18 ocasiones para formar parte de sus plantillas:
| Jugador           | Equipo NBA D-League      | Equipo(s) NBA                           |
| ----------------- | ------------------------ | --------------------------------------- |
| John Lucas        | Tulsa 66ers              | Houston Rockets (2 veces)               |
| Kaniel Dickens    | Fayetteville Patriots    | Los Angeles Clippers                    |
| Chuck Hayes       | Albuquerque Thunderbirds | Houston Rockets                         |
| Melvin Sanders    | Fayetteville Patriots    | San Antonio Spurs (2 veces)             |
| Mateen Cleaves    | Fayetteville Patriots    | Seattle SuperSonics                     |
| Andre Barrett     | Florida Flame            | Phoenix Suns/Toronto Raptors            |
| James Lang        | Arkansas RimRockers      | Atlanta Hawks/Toronto Raptors           |
| Luke Schenscher   | Fort Worth Flyers        | Chicago Bulls                           |
| Marcus Fizer      | Austin Toros             | Seattle SuperSonics/New Orleans Hornets |
| Will Bynum        | Roanoke Dazzle           | Golden State Warriors                   |
| Anthony Grundy    | Roanoke Dazzle           | Atlanta Hawks                           |
| Ime Udoka         | Fort Worth Flyers        | New York Knicks                         |
| Derrick Zimmerman | Austin Toros             | New Jersey Nets                         |